# Časovni pregled fizike črnih lukenj
Časovni pregled fizike črnih lukenj
- 1638 – Galilei poskuša meriti svetlobo tako, da pomočnika z laterno pošlje na bližnji grič in mu naroči, naj posveti s svojo svetilko, ko vidi luč. Takšna meritev zahteva merjenje časa vsaj na 10 μs točno, kar v tistem času še ni bilo izvedljivo. Descartes 11. oktobra v pismu Mersennu zavrne Galilejevo zamisel poskusa.
- 1667 – člani akademije iz Firenc še enkrat neuspešno poskusijo izvesti meritev po Galilejevo z lanternami oddaljenimi 1 miljo. Hooke pojasni negativni rezultat podobno kot Galilei in pokaže, da dotedanje meritve niso dokazale neskončne hitrosti svetlobe, ampak le, da mora biti zelo velika.
- 1640 – Bullialdus predlaga obratni kvadratni zakon gravitacije.
- 1676 – Rømer v Parizu z merjenjem mrkov Jupitrovih naravnih satelitov Ia in Ganimeda pokaže, da ima svetloba končno hitrost – 220.000 km/s.
- 1684 – Newton zapiše svoj obratni kvadratni splošni gravitacijski zakon
- 1704 – Newton v svoji knjigi Optika (Opticks) navede končno vrednost za hitrost svetlobe 33,2 Zemljinih polmerov na sekundo, kar da 2,1175· 108 m/s. Ni znano ali je ocenil hitrost iz Rømerjevih meritev ali drugače.
- 1758 – Bošković razvije svojo teorijo sil, kjer je gravitacija lahko na majhnih razdaljah odbojna sila. Po njem lahko obstajajo takšna čudna klasična telesa, podobna belim luknjam, in ne dovoljujejo, da bi jih dosegla druga snovna telesa.
- 1784 – Michell razpravlja o klasičnih telesih, katerih ubežna hitrost je večja od hitrosti svetlobe.
- 1795 – Laplace v drugi izdaji svoje knjige Exposition du système du Monde razpravlja o klasičnih telesih, katerih ubežna hiztrost je večja od hitrosti svetlobe.
- 1798 – Cavendish izmeri gravitacijsko konstanto {\displaystyle \kappa \!\,}.
- 1876 – Clifford predlaga, da so lahko vzrok gibanju snovi spremembe geometrije prostora.
- 1909 – Einstein skupaj z Grossmannom začne razvijati teorijo, ki bi povezala metrični tenzor gik, ki določa geometrijo prostora, z izvirom gravitacije, oziroma z maso.
- 1910 – Reissner in Nordström določita Reissner-Nordströmovo singularnost, Weyl reši posebni primer za točkasti izvir.
- 1916 – Einstein objavi svojo splošno teorijo relativnosti in zapiše enačbe polja.
- – Schwarzschild reši Einsteinove vakuumske enačbe polja za krogelno simetrične nevrteče sisteme brez naboja.
- 1917 – Ehrenfest poda pogojno načelo trorazsežnega prostora.
- 1918 – Reissner in Nordström rešita Einstein-Maxwellove enačbe polja za nabite krogelno simetrične nevrteče sisteme.
- – Kottler pride do Schwarzschildove rešitve brez Einsteinovih vakuumskih enačb polja.
- 1922 – Hadamard prvi uvidi pomen singularnosti pri {\displaystyle r=2m\,} (Schwarzschildov polmer v naravnih enotah) in postavi vprašanje kaj se lahko zgodi, če lahko fizikalni sistem sploh kdaj doseže to singularnost. Einstein vztraja, da je ne more doseči, in nakaže hude posledice na Vesolje, ter hudomušno imenuje singularnost »Hadamardova katastrofa«.
- 1923 – Birkhoff pokaže da je geometrija Schwarzschildovega prostor-časa edina krogelno simetrična rešitev Einsteinovih vakuumskih enačb polja. Posledica tega dejstva je, da črne luknje niso le matematična posebnost, ampak lahko nastanejo iz vsake dovolj masivne krogelne zvezde.
- 1931 – Chandrasekhar v okviru splošne teorije relativnosti izračuna, da nevrteče telo elektronsko degenerirane snovi nad določeno mejno maso (Chandrasekharjeva meja pri 1,4 Sončeve mase) nima stabilnih rešitev. Njegove argumente spodbija mnogo njegovih sodobnikov, kot npr. Eddington in Landau, ki sta menila, da bi nek še neznani mehanizem preprečil gravitacijsko sesedanje. Imela sta deloma prav, saj se bela pritlikavka, malo masivnejša od telesa z maso na Chandrasekharjevi meji, sesede v nevtronsko zvezdo, ki je zaradi Paulijevega izključitvenega načela stabilna.
- 1939 – Oppenheimer in Snyder izračunata gravitacijsko sesedanje homogene tekoče krogle proste tlaka in ugotovita, da se odvoji od preostalega Vesolja.
- 1950 – Fred Hoyle porogljivo skuje izraz prapok.
- 1958 – Finkelstein obravnava možnost, da je Schwarzchildov polmer črne luknje meja kavzalnosti: dogodkovno obzorje.
- 1963 – Kerr reši Einsteinove vakuumske enačbe polja za simetrične vrteče sisteme brez naboja in izpelje Kerrovo metriko.
- 1964 – Penrose pokaže, da bo sesedajoča zvezda nujno tvorila singularnost ob hkratnem nastanku njenega dogodkovnega obzorja.
- – prva zapisana raba izraza »črna luknja« novinarke Ann Ewing v članku 'Black Holes' in Space 18. januarja.
- 1965 – Newman, E. Couch, K. Chinnapared, A. Exton, A. Prakash in Robert Torrence rešijo Einstein-Maxwellove enačbe polja za vrteče sisteme z nabojem.
- 1967 – Israel na Kraljevem kolidžu v Londonu poda dokaz izreka o črnih luknjah brez las.
- – Wheeler na predavanju uporabi izraz in s tem pomaga popularizirati izraz »črna luknja«.
- 1968 – Carter s pomočjo Hamilton-Jacobijeve teorije izpelje enačbe gibanja prvega reda za gibanje nabitega delca v zunanjih poljih Kerr-Newmanove črne luknje.
- 1969 – Penrose obravnava Penroseov proces izhajanja spinske energije iz Kerrove črne luknje.
- – Penrose predlaga domnevo vesoljske cenzure o naravi singularnosti v prostor-času.
- 1971 – Bolton na Observatoriju Davida Dunlapa v Richmond Hillu v Kanadi ugotovi da je rentgenski vir Labod X-1 (Cyg X-1)/HDE 226868 kandidat za binarni sistem s črno luknjo.
- 1972 – Hawking pokaže, da površina dogodkovnega obzorja klasične črne luknje ne more naraščati.
- – Bardeen, Carter in Hawking predlagajo štiri zakone mehanike črnih lukenj podobne zakonom v termodinamiki.
- – Bekenstein predlaga, da imajo črne luknje entropijo sorazmerno njihovi površini zaradi pojavov izgube informacij.
- 1974 – Hawking uporabi kvantno teorijo polja na prostor-časih črne luknje in pokaže, da bodo črne luknje sevale delce s spektrom črnega telesa, kar lahko povzroči njihovo izhlapevanje (Hawkingovo sevanje).
- 1989 – ugotovijo, da je vir GS2023+338/V404 v Labodu (Cyg) nov kandidat za dvojni sistem s črno luknjo.
- 1996 – Strominger in Vafa s pomočjo teorije strun izračunata entropijo črne luknje in dobita isti rezultat kot Hawking in Bekenstein.
- 2002 – astronomi z Inštituta Maxa Plancka za zunajzemeljsko fiziko podajo dokaz za domnevo, da je Strelec A* (Sgr A*) supermasivna črna luknja v središču naše Galaksije.
- – Nasin Rentgenski observatorij Chandra (CXO) odkrije dvojni galaktični sistem s črnima luknjama v trkajočih galaksijah NGC 6240 v ozvezdju Kačenosca.
- 2004 – izračuni v kvantni mehaniki in teoriji strun nakazujejo, da lahko informacija uide iz črne luknje. Modeli črnih lukenj v teoriji strun mečejo dvom o zamisli singularnosti. Glej strunska zvezda (angleško fuzzball).
- – nadaljnja opazovanja, ki jih je izvedla skupina z Univerze Kalifornije v Los Angelesu (UCLA), dajo dodatne močne dokaze, da je Strelec A* črna luknja.
- 2012 – prvi vidni dokaz obstoja črnih lukenj. Skupina Gezarijeve z Univerze Johnsa Hopkinsa s pomočjo 1800 mm havajskega daljnogleda Pan-STARRS 1 (PS1) objavi slike supermasivne črne luknje, oddaljene 2,7 milijona svetlobnih let, v katero se seseda rdeča orjakinja.[1] Masa črne luknje je ocenjena na 3 milijone Sončevih mas (4+4
−2×106m☉), 10 do 50 % zvezde pa se je do sedaj sesedlo.[2]